# Szimon Jenő
Szimon (Simon) Jenő (Budapest, 1902. május 11. – 1978) magyar festőművész.

## Származás, család, gyerekkor
A budai a XII. kerületben született. Simon felnőtt korában változtatta a nevét Szimonra, korai képeit még Eugene Simon néven szignálja. Jómódú bajor eredetű kereskedőcsaládból származott. Nagyapja még Bajorországban született, és 1820. körül telepedett le Pest–Budán. Édesapja, Simon István sikeres üzletember volt, több csemegeüzlete is volt a belvárosban. Édesanyja, Birkenbauer Elisabeth Zomborban született, gazdag sváb család sarjaként. A Birkenbauerek bankárok és földbirtokosok voltak. Szimonnak három bátyja volt. 
Szülei nagy gondot fordítottak a gyermekek neveltetésére, francia nevelőnőt fogadtak melléjük, így – mivel a szülők odahaza németül beszéltek –, Szimon előbb tanult meg németül és franciául, mint magyarul. A család Budán, a XII. kerületben, a Böszörményi út és a Királyhágó tér sarkán lévő bérházban, egy négyszobás nagypolgári lakásban lakott.

## Ifjúsága
Szimon a pesti belvárosi Piarista gimnáziumba járt, és ott is érettségizett. Már ekkor elkezdett festeni, és részt vett képeivel egy kiállításon. Az érettségi után festészetet szeretett volna tanulni, de édesapja ragaszkodott ahhoz, hogy közgazdasági diplomát szerezzen. Végül is abban egyeztek meg, hogy az egyetem mellett magánúton tanulhat festészetet. A családi hagyomány szerint Rippl-Rónai Józsefet is mesterének tudhatta.
Diplomája megszerzése után nem gyakorolta a kereskedelmi szakmát, hanem festészettel foglalkozott. Ezt az anyagi biztonságot nyújtó családi háttér is lehetővé tette számára. Az 1930-as gazdasági válságban azonban tönkrement édesapja vállalkozása, aki ezért önkezével vetett véget életének. Ekkortól kezdve Szimonnak már a festészetből kellett megélnie, sőt özvegy édesanyját is támogatnia, mivel bátyjai tékozló életmódot folytattak, és később legidősebb testvére, István is öngyilkos is lett. Ebből az időből tudunk arról, hogy egy Adriai-tengerpartról festett tájképével szerepelt a Nemzeti Szalon kiállításán.

## Riviéra
Szimon gyermekkora óta sokat betegeskedett gyenge tüdejével, egy ideig még a Szieszta Szanatóriumban is kezelték. Orvosai tanácsára a harmincas évek közepén a francia Riviérára költözött, és évekig élt és festett Nizzában, Mentonban és Monte-Carlóban. Festészete révén bejáratos lett a felsőbb körökbe, és Monte-Carlóban, a Musée Oceanographique-ban kiállítást rendezhetett képeiből, melyek közül Pierre monacói nagyherceg is vásárolt néhányat. A monte-carlói kaszinó egy évre szóló ingyenes belépővel ajándékozta meg.

## Újra itthon
A második világháború kitörése előtt hazatelepült Budapestre, ahol tovább folytatta munkásságát, azonban a háború kitörése után a nehéz körülményekre tekintettel restaurálásokat is kellett vállalnia, hogy megéljen, és hogy segíteni tudja idős édesanyját. Ekkoriban vette feleségül Dékány Ilonát, akit a Gundel Vendéglőben ismert meg egy ötórai tea táncdélután alkalmával. Felesége, aki 6 évvel volt fiatalabb nála, igen jó üzletasszony volt, és egy kolozsvári barátjukkal együtt különböző üzleti vállalkozásokkal járult hozzá megélhetésükhöz. Szimon továbbra is a festészetnek szentelhette életét. Szimon barátjával, Zórád Géza festőművésszel egy ideig közös műtermet bérelt az Olasz fasorban. 1939-ben festette róla Zórád azt a portrét, melyről egy komoly, megfontolt, szomorkás, ábrándozó, elegáns fiatalember tekint ránk, akinek félrecsúszott nyakkendője (mely jellemző volt rá) jelzi bohémságát. 1942-ben költözött feleségével együtt a Dolgos utca 13. szám alatti lakásba, ahol műtermét is berendezte.

## Az '50-es évek
A háború után tovább romlott a helyzet, így újra restaurálással egészítette ki jövedelmét, ezen kívül külföldön élő festő kollégái adtak számára megrendeléseket. Az ötvenes évektől kényszerűségből az ARTEX Állami Vállalat részére készített tájképeket és csendéleteket, melyek Nyugat-Európában és az Amerikai Egyesült Államokban kerültek értékesítésre. Jellemzően az akkori korra, orvosainak, és másoknak is gyakran fizetett festményekkel, akik később gyűjtőivé válván vásároltak is tőle. Bár ő maga politikai üldözésnek nem volt kitéve, csak mellőzésnek, származása miatt, de nagybátyját, dr. Szimon Istvánt, aki a negyvenes évek elejétől 1948-ig volt budapesti rendőrkapitány, az ötvenes években kitelepítették Hortobágyra.

## A tanítvány
Szimon az ötvenes évek elején tanítványául fogadta Saáry Évát, akinek édesanyját, mint a Böszörményi úti fényképész üzlet tulajdonosát jól ismerte. Saáry 1956-ban Svájcba emigrált, ahol később ismert festőművész, és a SMIKK (Svájci Magyar Irodalmi és Képzőművészeti Kör) alapító elnöke lett. Szimon 1965-ben meglátogatta Luganóban egykori tanítványát, és egy évet nála töltött. Itt is festett, és a Lugano melletti Sandria-ban kiállítást is rendezhetett képeiből. Ekkor kötött barátságot Vaszary Gábor íróval.

## Az utolsó évek
1966-ban visszatért Magyarországra, és tovább folytatta munkásságát. Nyaranta egy hónapot töltött feleségével együtt Abbáziában, ahol tengerparti tájképeket festett. 1978. telén szívrohamban halt meg. Az utolsó napokig aktív volt.
Szimon posztimpresszionista művész volt, elsősorban tájképeket, valamint csendéleteket, kisebb részben portrékat alkotott. Igen jó kolorista volt, tájképein előszeretettel ábrázolta a tengert és a hegyeket, az erdőt, az őszi színeket.